# 东夏镇 (郎溪县)
东夏镇，是中华人民共和国安徽省宣城市郎溪县下辖的一个乡镇级行政单位。

## 行政区划
东夏镇下辖以下地区：
松林村、朱候村、东夏村、大圻村、庄沿村和山双村。